# Rodolphe II de Gruyère
Pour les articles homonymes, voir Rodolphe II et Rodolphe de Gruyère.
Rodolphe II de Gruyère, vers 1170 et mort en 1224, est un comte de Gruyère issu de la famille de Gruyère, du début du XIIIe siècle. 

## Biographie

### Origines
Rodolphe de Gruyère naît vers 1170. Il est le fils cadet du comte Rodolphe Ier et d'Agnès de Glâne,,. Il a deux frères aînés morts après 1177, Guillaume, et un cadet, Amédée, morts après 1177, ainsi que Pierre.
Ce dernier succède à leur père en 1197.
Il est dit « le clerc » dans une charte datée de 1173, car destiné à une carrière ecclésiastique.
En 1197, il épouse Gertrude, probablement issue de la famille de Montagny, du canton de Fribourg.

### Comte de Gruyère
Son père avait, en 1195, renoncé à maintenir le marché de Gruyères pour favoriser celui de Bulle, dépendant de l'évêque de Lausanne. Ne voulant cependant pas renoncer à cette source de profits, Rodolphe II essaie de rétablir ce marché de Gruyères mais va se heurter à l'évêque Berthold de Neuchâtel qui lui fera renoncer à son projet. Dès lors, les relations entre la famille de Gruyères et l'évêché de Lausanne s'apaisent. Le fils de Rodolphe, Pierre, se tourne vers la religion, Rodolphe lui-même donne à l'abbaye de Haut-Crêt une vigne dite « Flun wotera » provenant de la succession des seigneurs de Glâne et confirme les donations à l'abbaye de Montheron.
En raison de l'absence d'héritiers, Pierre co-dirige le comté de Gruyère avec son frère cadet, qui commence à porter le titre de comte.

### Mort et succession
L'article dédié à la famille de Gruyère, du projet encyclopédique Dictionnaire historique de la Suisse, le donne pour mort en 1226. Le site Internet Foundation for Medieval Genealogy le fait mourir en 1238.
Son fils, Rodolphe, avec le numéro III, dit le Jeune (1200-1269/1270) lui succède à la tête du comté, en 1226,.

## Famille
Rodolphe de Gruyère épouse Gertrude, de Montagny avec qui il a :
- Rodolphe (1200-1269/1270), qui lui succède.
- Pierre, (? - vers 1257), abbé de Hauterive (1251-1257).
- Béatrice, ∞ Aymon de Blonay[9].